# Крейцер, Конрадин
Конради́н Кре́йцер (нем. Conradin Kreutzer; 22 ноября 1780, Месскирх, Священная Римская империя — 14 декабря 1849, Рига, Российская империя) — немецкий дирижёр и композитор.

## Биография
Конрадин Крейцер родился 22 ноября 1780 года в Месскирхе. По настоянию отца поступил в 1799 году на юридический факультет Фрайбургского университета, однако после смерти отца в 1800 году ушёл оттуда и занялся музыкой. Учился играть на фортепиано, органе, скрипке, гобое, кларнете, сочинил вместе с товарищами по учёбе одноактную комическую оперу «Весёлое сватовство» (нем. Die lächerliche Werbung).
В 1804 году Крейцер обосновался в Вене, где брал уроки композиции у Иоганна Георга Альбрехтсбергера. Под впечатлением от опер Сальери решил посвятить себя, прежде всего, оперной музыке, начав с одноактных опер «Эзоп во Фригии» (нем. Aesop in Phrygien, 1808), «Йери и Бетели» (нем. Jery und Bätely, 1810, на старое либретто Гёте) и др.

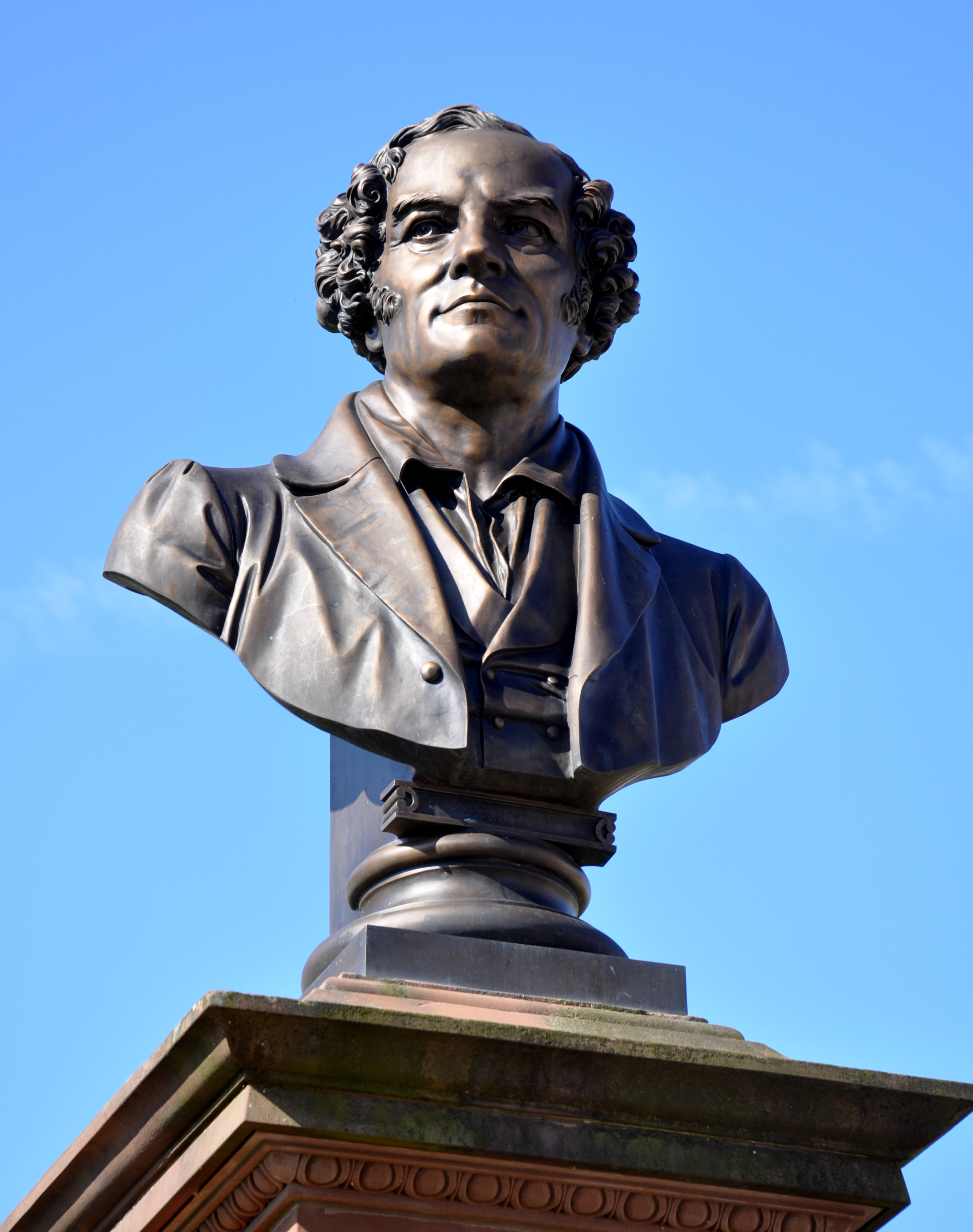
Памятник Конрадину Крейцеру в Мескирхе

В 1812—1816 гг. работал в Штутгартской придворной капелле, поставил здесь трёхактную трагическую оперу «Конрадин Швабский» (нем. Conradin von Schwaben, 1812). Затем работал в 1818—1822 гг. в Донауэшингене, после чего вернулся в Вену, где в 1822 году была поставлена его опера «Либуша».
1830-е годы в Вене стали наиболее плодотворными для Крейцера: в этот период созданы его самые популярные оперы «Мелузина» (нем. Melusine, 1833, либретто Грильпарцера) и «Ночной лагерь в Гранаде» (нем. Das Nachtlager in Granada, 1834).
В конце 1830-х гг. Крейцер предпринял ряд гастрольных поездок со своими дочерьми-певицами — сперва старшей, Цецилией, а затем и младшей, Марией. В 1840—1842 гг. был музикдиректором в городе Кёльне, возглавляя оркестр Кёльнского концертного общества. В поздние годы в поисках успеха Крейцер много раз менял место жительства и работы, добравшись в конце концов до Риги, где и умер 14 декабря 1849 года. Похоронен у церкви Святого Франциска (могила сохранилась и является охраняемым памятником истории государственного значения).
Помимо опер, Крейцер писал также камерную и хоровую музыку, песни. Среди его учеников был, в частности, Миска Хаузер.
Имя Конрадина Крейцера в 1941—1942 годах носила нынешняя улица Аннас в Риге.